# Abdessadeq Cheqara
 (avril 2017).
Si vous disposez d'ouvrages ou d'articles de référence ou si vous connaissez des sites web de qualité traitant du thème abordé ici, merci de compléter l'article en donnant les références utiles à sa vérifiabilité et en les liant à la section « Notes et références ».
Abdessadeq Cheqara (en arabe : عبد الصادق شقارة), né en 1931 et décédé le 31 octobre 1998, est un chanteur marocain de musique arabo-andalouse et  de musique marocaine folk. Connu comme le « grand maître de al-Ala » (musique andalouse), il joue aussi de l'oud.
Il est connu pour ses efforts de préservation et de développement de l'héritage Andalou, par des collaborations avec des musiciens Tétouani, comme Tarik Banzi de Al andalus ensemble ou Radio Tarifa.

## Sa vie
Abdessadeq Cheqara est né à Tétouan au Maroc. Son père, Abdessalam Cheqara, est chanteur et musicien dans le quartier de Tétouan. Sa mère, Saadia Alharrak, est descendante d'une famille de poètes, de musiciens et de philosophes.
Très jeune, Cheqara est attiré par la musique et la poésie, influencé par son père qui lui donne son premier oud. Cheqara chante du folklore traditionnel andalous et marocain, dans des styles mawaawill (solo improvisé) et inshad (solo).
Une grande partie de la musique de l'Andalousie, de chansons populaires ou de chaâbi (Sha'abi) ont été fortement influencées par des femmes andalouses musiciennes de Tétouan comme Hajja Shili et Hajja Shahaba. N'étant pas autorisées à enregistrer ou à jouer si des hommes étaient présents, elles sont mal connues de nos jours. Abdessadeq Chekara aurait eu[réf. nécessaire] l'habitude de se joindre à Hajja Shahaba et Hajja Shili pour apprendre les chansons populaires d'Andalousie, chantées essentiellement par les femmes. De nombreuses chansons populaires ont ainsi été écrites en prenant le point de vue d'une femme.
Abdessadeq est mort le 31 octobre 1998, après une longue maladie.

## Les enregistrements et les événements
- En 1961, l'enregistrement de huit nawbas de la Musique andalouse en association avec l'UNESCO : Andalusian Music Fans Association – une initiative visant à préserver le patrimoine andalou du Maroc.
- En 1978, il est nommé superviseur général du Conservatoire national.
- En 1982, il rencontre le professeur José Heredia à Grenade, en Espagne, et collabore à la production de l'une de ses chansons les plus célèbres, Bent Bladi, une combinaison de musique Tétouani et de flamenco.
- En 1991, la collaboration avec Michael Nyman, sortant un CD intitulé "The Upside-Down Violin" (1992). Le CD a été enregistré en live en 1992 à l'exposition universelle de Séville
- Abdesadaq Cheqara Melodías de una vida • Mélodies d'une durée de vie (enregistrements historiques) PN-620[3]

## Orthographe
Son nom de famille s'écrit aussi Abd el Saddeq, Abdessadek, Abdesaddek, et de nombreuses autres variantes. Son nom a pour variantes Chekara, Cheqara, Chqara, Sheqara, Shekara, Shkara, et d'autres adaptations.